# やべ分太一・小美輪明宏・江頭2時50分 エガシラの泉
やべ分太一・小美輪明宏・江頭2時50分 エガシラの泉（やべぶんたいち・こみわあきひろ・えがしらにじごじゅっぷん エガシラのいずみ）は、フジテレビのバラエティ番組『めちゃ²イケてるッ!』の中で放送されているコーナーで、当時のめちゃイケの裏番組であるテレビ朝日系列『国分太一・美輪明宏・江原啓之のオーラの泉』（終了後は『サタスペ!』内で6回に渡り放送）のパロディ。
コンセプトは「あなたの心にスピリチュアルなお導きを、そして江頭にプレッシャーを」

## 概説
矢部浩之が国分太一風の「やべ分（ぶん）太一」に、岡村隆史が美輪明宏風の「小美輪明宏」に扮し、そしてめちゃイケの準レギュラーである江頭2時50分（江原啓之の服装に扮して）が、ゲストと共にスピリチュアルトークを繰り広げるが、実際には霊視能力のない江頭を、矢部、岡村、ゲストが三者三様に追い詰めていくという趣旨である。
スタジオセット、テロップ、カメラワーク、CMまたぎの手法などが徹底的に本家そっくりに作られている。その分内容のギャップが強調される。
冒頭のスピリチュアル・チェックでは、矢部は国分のようにメモをとるフリをし、江頭はなぜかゲストをジーッとにらんでおり、岡村は寝ていることが多い。
小美輪明宏（岡村）は本家・美輪明宏の「お祓い」を真似る（本コーナーでは「オハライ」と表記）。その際「小美輪のオハライにはグダグダな空気や都合の悪い流れを断ち切る効果がある」とテロップ表記される。
めちゃイケの構成作家である高須光聖は、本家『オーラの泉』で深夜時代の構成を担当していた。まためちゃイケメンバーの濱口優・鈴木紗理奈は深夜時代の本家『オーラの泉』にゲスト出演したことがある。また、国分も本家がゴールデン移転前にTOKIO名義で「只今参上 色とり忍者」に出演した際に岡村から裏番組に出ることについて皮肉を言われた。

## ゲスト・前世からのメッセージ
- 第1回（2007年5月26日）：鈴木紗理奈（前世は老刑事）
  - よろちくおねがいちま〜ちゅ（村西刑事）
- 第2回（2007年6月2日）：武田真治（前世は力士）
  - やっぱメルヘンだったんだよね（エロ力士）
- 第3回（2007年7月14日）：雛形あきこ（前世は漁師）
  - 今日魚いねーぞ（定次郎良雄）
- 第4回（2007年10月20日）：加藤浩次（前世はハエ）
  - そうですね（死にかけのハエ）
- 第5回（2007年11月24日）：濱口優（前世は中国雑技団員）
  - （スタッフロールと被ったためメッセージなし）